# Teatro da China
O teatro chinês tem uma história longa e complexa, pois existem muitas formas de teatro na China.

## Ópera de Pequim
Os argumentos da tradicional Ópera de Pequim unem elementos trágicos e cômicos, misturados com canto, dança, narrações poéticas e acrobacias. Trata-se de uma dramatização de feitos históricos e lendas populares. Outra forma de representação é um diálogo com uma linguagem muito próxima da fala corrente e pantomimas com gestos normais. Em seu humor amável se reflete e satiriza a sociedade, como resultado, instruindo e entretendo.
Seu melhor exemplo e como modelo oficial de execução é a Ópera Nacional da China. Este foi produto da fusão em uma só companhia de um conjunto de tradições da ópera chinesa que atuavam em Pequim. Existem também variedades regionais
A ópera foi sempre um espetáculo muito popular tanto entre o povo chinês como entre os nobres e imperadores. Na elaboração dos argumentos e da música participaram escritores e aristocratas. O imperador Ming Fujam (712-755, também conhecido como Hsuan Tsung) da Dinastia Tang e o imperador Chuang Tsung (923-925) do período final desta mesma dinastia são considerados pais honoríficos da Ópera de Pequim devido a seu decidido apoio a esta arte. Mas o que lhes faz credores a tal título são, acima de tudo, seus profundos conhecimentos das técnicas musicais. O imperador Hsuan Tsung fundou a Academia do Jardim das Peras, uma companhia de música e dança estabelecida na corte. Com o tempo, denominou a ópera como o ofício do jardim das pereiras e a seus atores como os estudantes do jardim das Peras.

## A Era dos 100 jogos
Há referências de espetáculos teatrais na China já no ano 1500 AC durante a dinastia Shang; Geralmente envolviam música, palhaços e acrobacias.
A dinastia Tang é às vezes conhecida como "A Era dos 100 jogos". Durante esta era, Ming Huang formou uma escola de artes cênicas conhecida como "Jardim das Peras" para produzir uma forma de drama que no início era musical. É por isso que os atores são geralmente chamados de "Estudantes do Jardim de Pera."

## Teatro de sombras
Durante a Dinastia da imperatriz Ling, o teatro de sombras com fantoches apareceu primeiramente como uma forma reconhecida de teatro na China. Havia duas formas distintos de teatro de sombras, Cantonese (do sul) e Pekingese (do norte). Os dois estilos foram diferenciados pelo método de fazer os fantoches e de posicioná-los nas hastes, em oposição do tipo de peça com fantoche. Ambos os estilos geralmente executaram peças que descreviam grandes aventuras e fantasia, raramente eram formas muito estilizadas de teatro usado para propaganda política.
Os fantoches de sombra Cantonese eram os maiores dos dois. Eram construídos usando um couro grosso que criava sombras mais substanciais. A cor simbólica também era muito predominante; uma face preta representava a honestidade, uma vermelha a bravura. As varas usadas para controlar fantoches Cantonese eram perpendicularmente unidas às cabeças dos fantoches. Assim, não eram vistas pelo público quando a sombra era criada.
Os fantoches pequineses eram mais delicados e menores. Eram feitos de couro fino, translúcido (geralmente feito da barriga de asno). Eram pintados com cores vibrantes, então moldavam uma sombra bem colorida. As finas varas que controlavam seus movimentos eram unidas a um colar de couro na garganta do fantoche. As hastes agiam varas eram visíveis ao projetar a sombra, colocavam fora da sombra do fantoche; assim não interferiram na aparência da figura. As varas eram unidas nas gargantas para facilitar uso de multíplas cabeças em um único corpo.
Quando as cabeças não eram usadas, ficavam armazenadas. As cabeças sempre eram removidas à noite. De acordo com a antiga superstição, se deixada no corpo, os fantoches voltavam à vida durante a noite. Alguns manipuladores foram tão longe que guardavam as cabeças em um lugar e os corpos em outro, para reduzir ainda mais a possibilidade de dar vida a eles.
Costuma-se dizer que o teatro de sombras alcançou seu auge de desenvolvimento artístico no décimo primeiro século antes de se transformar numa ferramenta governamental.
Na dinastia Song havia muitas peças populares que envolviam acrobacias e música. Estes desenvolvidos na Dinastia Yuan na forma mais sofisticada com uma estrutura de quatro ou cinco atos. O drama moderno tem os Acrobacias Chinesas para agradecer por ele ser coreografado artesanalmente e negócio deleitável do teatro. O drama de Yuan propagou se através da China e se diversificou em inúmeras formas regionais melhor conhecidas do que a Ópera de Pequim, que hoje é ainda popular.